# 森塞特 (犹他州)
森塞特（英文：Sunset），是美国犹他州戴维斯县下属的一座城市。建市于 不明年份年，面积大约为1.31平方英里（3.4平方公里），海拔约为4,511英尺（1,375米）。根据2010年美国人口普查，该市有人口5,122人。